# جوزيه تورنر (قاضي)
جوزيه تورنر (بالإنجليزية: Josiah Turner)‏ هو قاضي أمريكي، ولد في 1 سبتمبر 1811 في نيو هافن في الولايات المتحدة، وتوفي في 7 أبريل 1907.